# 注水
在石油工业中，注水是指人們将水注入油层，以保持油层压力（又称为空隙替换），从而提高石油产量以及油田采收率。通常情况下，油层中只有30%的石油可以被开采出来，但注水可以提高采收率（称为采收系数）。
1865年，人們在美國宾夕法尼亚州的皮托爾城意外地开始朝油層註水。19世纪80年代，朝石油註水這一做法在宾夕法尼亚州逐漸普及。